# Giorgio Galli
Giorgio Galli (Milano, 10 febbraio 1928 – Camogli, 27 dicembre 2020) è stato un politologo e storico italiano.

## Biografia
Laureato in giurisprudenza, lungamente professore di storia delle dottrine politiche presso l'Università degli Studi di Milano, fu uno dei più affermati politologi italiani; egli dedicò gran parte dei suoi lavori all'analisi del sistema politico italiano, adottando metodologie mutuate dalle scienze sociali.
La sua produzione di storico fu orientata prevalentemente alla storia contemporanea italiana, in particolare al secondo dopoguerra. In molteplici scritti esplorò con acutezza e rigore scientifico temi di carattere sociologico, ponendo particolare attenzione al connubio tra storia ufficiale ed esoterismo.
I suoi lavori si caratterizzarono anche per l'attenzione verso aspetti reconditi della storia delle idee politiche, quali, ad esempio, le radici "magiche" o irrazionali che concorrono ad alimentare l'adesione di massa verso particolari ideologie politiche: soprattutto quelle di natura totalitaria.
Collaborò per circa trent'anni al settimanale d'informazione Panorama. Tenne una rubrica intitolata "Le divergenze convergenti" sul mensile Linus; firmò per alcuni anni, intorno al 1992, editoriali (poi riuniti in libro come Appunti sulla New Age) sulla rivista di tendenza New Age-New Sounds. Galli dichiarò di sostenere un "illuminismo aggiornato" che valorizzi i diritti dell'uomo e del cittadino scaturiti nel 1789 dalla Rivoluzione francese, ma respinse l'«assolutizzazione dell'uguaglianza» come «un'astrazione, non solo per quanto riguarda i rapporti economici, come ha ben mostrato Marx, ma anche per caratteristiche dei singoli, pur se condizionati dall'assetto socio-culturale, da antiche tradizioni o dal "moderno" assetto tecno-mediatico».

## Omaggi
- Il 2 novembre 2021 il suo nome venne iscritto al famedio di Milano nel cimitero monumentale.

## Opere
- Storia del Partito comunista italiano, con Fulvio Bellini, Milano, Schwarz, 1953; 1958; Milano, Il Formichiere, 1976; Milano, Pantarei, 2011. ISBN 978-88-86591-27-0.
- La sinistra italiana nel dopoguerra, Bologna, il Mulino, 1958; Milano, Il saggiatore, 1978.
- Le condizioni dei lavoratori in Italia. Nota metodologica. Alcune risultanze, Miro Allione, Giorgio Galli, su Tempi Moderni n. 2, pag 85-89 89-94, Roma, aprile 1958;[3]
- I colonnelli della guerra rivoluzionaria, Bologna, il Mulino, 1962.
- La sinistra democristiana. Storia e ideologia, con Paolo Facchi, Milano, Feltrinelli, 1962.
- Il bipartitismo imperfetto. Comunisti e democristiani in Italia, Bologna, Il Mulino, 1966.
- Cultura di massa e comportamento collettivo. Società e cinema negli anni precedenti il New Deal e il Nazismo, con Franco Rositi, Bologna, Il Mulino, 1967.
- La tigre di carta e il drago scarlatto. Il pensiero di Mao Tse-tung e l'Occidente, Bologna, Il Mulino, 1970.
- Il difficile governo. Un'analisi del sistema partitico italiano, Bologna, Il Mulino, 1972.
- La crisi italiana e la destra internazionale, Milano, A. Mondadori, 1974.
- Storia della società italiana dall'unità a oggi, VII, I partiti politici, Torino, UTET, 1974.
- Dal bipartismo imperfetto alla possibile alternativa, Bologna, Il Mulino, 1975.
- Fanfani, Milano, Feltrinelli, 1975.
- I partiti politici in Italia, 1861-1973, Torino, Utet libreria, 1975; 1983. ISBN 88-02-03870-8.
- Il capitalismo assistenziale. Ascesa e declino del sistema economico italiano 1960-1975, con Alessandra Nannei, Milano, SugarCo, 1976.
- Storia del PCI, Milano, Bompiani, 1976.
- La sfida perduta. Biografia politica di Enrico Mattei, Milano, Bompiani, 1976.
- L'anno del 20 giugno, Milano, A. Mondadori, 1977.
- Opinioni sul PCI, a cura di, Milano, I libri de L'espresso, 1977.
- Il capitalismo assistenziale. Capitalisti borghesi e intervento pubblico, in Il sistema disintegrato, Milano, SugarCo, 1977.
- Ma l'Italia non cambia, Pordenone, Studio Tesi, 1978.
- Storia della Democrazia cristiana, Roma-Bari, Laterza, 1978; Milano, Kaos, 2007, ISBN 978-88-7953-182-5.
- I partiti politici europei, Milano, A. Mondadori, 1979.
- Italia, Occidente mancato, con Alessandra Nannei, Milano, A. Mondadori, 1980.
- Storia del socialismo italiano, Roma-Bari, Laterza, 1980; 1983; Milano, Baldini Castoldi Dalai, 2007. ISBN 978-88-6073-082-4.
- La Destra in Italia, Milano, Gammalibri, 1983.
- L'Italia sotterranea. Storia, politica e scandali, Roma-Bari, Laterza, 1983.
- Il mercato di Stato. Il capitalismo assistenziale rivisitato, con Alessandra Nannei, Milano, SugarCo, 1984.
- Manuale di storia delle dottrine politiche, Milano, Il saggiatore, 1985. ISBN 88-428-0042-2. [nuova edizione, ampliata, col titolo di Storia delle dottrine politiche, Bruno Mondadori ed., 2000].
- Il progetto del centrosinistra, in Italia moderna. Immagini e storia di un'identità nazionale, V, 1860-1980: il paese immaginato, Milano, Electa, 1986.
- Storia del partito armato. [1968-1982], Milano, Rizzoli, 1986. ISBN 88-17-53309-2; Il partito armato, Milano, Kaos Edizioni, 1993. ISBN 88-7953-022-4.
- Occidente misterioso. [Baccanti, gnostici, streghe: i vinti della storia e la loro eredità], Milano, Rizzoli, 1987. ISBN 88-17-53322-X. Cromwell e Afrodite. [Cromwell e Afrodite], Milano, Kaos, 1995. ISBN 88-7953-042-9.
- Hitler e il nazismo magico, Milano, Rizzoli, 1989. ISBN 88-17-85410-7; Milano, BUR, 2005. ISBN 88-17-00634-3. Premio Nazionale Letterario Pisa di Saggistica.[4]
- Storia dei partiti politici europei. [Dal 1649 a oggi], Milano, Rizzoli, 1990. ISBN 88-17-84009-2.
- Affari di Stato, Milano, Kaos, 1991.
- I partiti politici italiani. Dalla Resistenza all'Europa integrata. 1943-1991, Milano, Rizzoli, 1991. ISBN 88-17-84090-4; Milano, Biblioteca universale Rizzoli, 2001. ISBN 88-17-86675-X; 2004. ISBN 88-17-00288-7.
- Politica ed esoterismo alle soglie del 2000, con Rudy Stauder, Milano, Rizzoli, 1992. ISBN 88-17-84162-5.
- Le coincidenze significative. Dalla politologia alla sincronicità, Chieti, Solfanelli, 1992. ISBN 88-7497-489-2; Torino, Lindau, 2010. ISBN 978-88-7180-845-1.
- Psicanalisi e politica. Francesco Cossiga. Dalle esternazioni all'esito del voto, con Marina Valcarenghi, Milano, LeG, 1992.
- Mezzo secolo di DC, Milano, Rizzoli, 1993. ISBN 88-17-84242-7; Milano, Kaos, 2007. ISBN 978-88-7953-182-5.
- Storia del PCI. Livorno 1921, Rimini 1991, Milano, Kaos, 1993. ISBN 88-7953-030-5.
- Noi e le stelle, con Rudy Stauder, Milano, Rizzoli, 1994. ISBN 88-17-84301-6.
- Diario politico 1994, Milano, Kaos, 1995. ISBN 88-7953-043-7.
- La politica e i maghi. [Da Richelieu a Clinton], Milano, Rizzoli, 1995. ISBN 88-17-84402-0.
- Storia delle dottrine politiche, Milano, B. Mondadori, 1995. ISBN 88-424-9305-8.
- Alba magica. Le elezioni italiane e il new age della coscienza politica, con Giuliano Boaretto, Milano, Edizioni della lisca, 1996. ISBN 88-86738-01-3.
- Il fascismo. Dallo squadrismo a Dongo, Bussolengo, Demetra, 1996. ISBN 88-7122-976-2.
- La regia occulta. Da Enrico Mattei a Piazza Fontana, Milano, Tropea, 1996. ISBN 88-438-0003-5.
- Ma l'idea non muore. Storia orgogliosa del socialismo italiano, Milano, Tropea, 1996. ISBN 88-438-0045-0.
- La sinistra italiana. Un manuale per capire, un saggio per riflettere, Milano, Il saggiatore, 1996. ISBN 88-428-0341-3.
- Il ritorno del rimosso in politica, Roma, Di Renzo Editore, 1997. ISBN 88-86044-74-7; 2004. ISBN 88-8323-102-3.
- Il vampiro al mercato, a cura di e con Leopoldina Fortunati, Milano, Angeli, 1997. ISBN 88-464-0146-8.
- In difesa del comunismo nella storia del XX secolo, Milano, Kaos, 1998. ISBN 88-7953-071-2.
- La massoneria italiana. Grande Oriente, più luce. Due opinioni al confronto, con Massimo della Campa, Milano, Angeli, 1998. ISBN 88-464-1120-X.
- Una repubblica e mezzo, intervista a cura di Gianfranco Monti, Milano, Terziaria, 1998. ISBN 88-86818-48-3.
- Italia. Il meriggio dei maghi, Milano, Tropea, 1999. ISBN 88-438-0070-1.
- Passato prossimo. Persone e incontri 1949-1999, Milano, Kaos, 2000. ISBN 88-7953-091-7.
- L'Impero americano e la crisi della democrazia, Milano, Kaos, 2002. ISBN 88-7953-109-3.
- Fatima, la Russia e le due torri. Politica ed esoterismo, Milano, Terziaria, 2002. ISBN 88-86818-99-8.
- Il Mein Kampf di Adolf Hitler. [Le radici della barbarie nazista], a cura di, Milano, Kaos, 2002. ISBN 88-7953-113-1; 2006, ISBN 88-7953-160-3.
- Il prezzo della democrazia. La carriera politica di Giulio Andreotti, Milano, Kaos, 2003. ISBN 88-7953-106-9.
- Appunti sulla New Age, Milano, Kaos, 2003. ISBN 88-7953-123-9.
- Piombo rosso. La storia completa della lotta armata in Italia dal 1970 a oggi, Milano, Baldini Castoldi Dalai Editore, 2004. ISBN 88-8490-507-9; 2007. ISBN 978-88-6073-153-1.
- La magia e il potere. L'esoterismo nella politica occidentale, Torino, Lindau, 2004. ISBN 88-7180-520-8.
- Il decennio Moro-Berlinguer. Una rilettura attuale, Milano, Baldini Castoldi Dalai, 2006. ISBN 88-8490-886-8.
- Non credo. [Lettura critica del nuovo catechismo della Chiesa cattolica], Milano, Kaos, 2006. ISBN 88-7953-167-0.
- Stelle rosse. Astrologia neo-illuminista a uso della sinistra, Milano, Alacran, 2006. ISBN 88-89603-24-0.
- La venerabile trama. La vera storia di Licio Gelli e della P2, Torino, Lindau, 2007. ISBN 978-88-7180-658-7.
- La Russia da Fatima al riarmo atomico. Politica ed esoterismo all'ombra del Cremlino, Bresso, Hobby & Work, 2008. ISBN 978-88-7851-713-4.
- Credere obbedire combattere. Storia, politica e ideologia del fascismo italiano dal 1919 ai giorni nostri, Bresso, Hobby & Work, 2008. ISBN 978-88-7851-777-6.
- La democrazia e il pensiero militare, Gorizia, LEG, 2008. ISBN 978-88-6102-018-4.
- Mussolini. Il destino a Milano, Milano, Kaos, 2008. ISBN 978-88-7953-196-2.
- I partiti europei. Storia e prospettive dal 1649 a oggi, Milano, Baldini Castoldi Dalai, 2008. ISBN 978-88-6073-315-3.
- La svastica e le streghe. Intervista sul Terzo Reich, la magia e le culture rimosse dell'Occidente, Bresso, Hobby & Work, 2009. ISBN 978-88-7851-863-6.
- Stalin e la sinistra. Parlarne senza paura, Milano, Baldini Castoldi Dalai, 2009. ISBN 978-88-6073-540-9.
- Esoterismo e politica, Soveria Mannelli, Rubbettino, 2010. ISBN 978-88-498-2801-6.
- Intervista sul nazismo magico,; con Paolo A. Dossena, Torino, Lindau, 2010. ISBN 978-88-7180-859-8.
- Pasolini comunista dissidente. Attualità di un pensiero politico, Milano, Kaos, 2010. ISBN 978-88-7953-218-1.
- Il pensiero politico occidentale. Storia e prospettive, Milano, Baldini Castoldi Dalai, 2010. ISBN 978-88-6073-541-6. [questa edizione riprende il testo base di quella del 2000, aggiornandolo, tuttavia vengono eliminate tutte le "schede" di approfondimento, compresa quella indicativa del pensiero giusnaturalistico spagnolo dei padri gesuiti Mariana e Suárez, presenti nell'edizione mondadoriana].
- Stella e Corona. Sogni, utopie e brogli elettorali nella democrazia elettorale italiana (1946-2011), con Daniele Vittorio Comero, Chieti, Solfanelli, 2011. ISBN 978-88-7497-746-8.
- Con trucco e con inganno. La vera storia dei falsi diari di Hitler, con la collaborazione di Luigi Sanvito, Milano, Hobby & Work, 2012. ISBN 978-88-7851-995-4.
- Ricostruire la democrazia. La "tela di Penelope" delle riforme elettorali, Chieti, Solfanelli, 2012. ISBN 978-88-7497-789-5.
- L'impero antimoderno. La crisi della modernità statunitense da Clinton a Obama, Milano, Bietti, 2013. ISBN 978-88-8248-281-7.
- Hitler e la cultura occulta, Milano, BUR Rizzoli, 2013. ISBN 978-88-17-06661-7.
- Le ribelli della storia. Baccanti, gnostici e streghe. I vinti della storia e la loro eredità, Milano, ShaKe, 2014. ISBN 978-88-97109-34-1.
- Storia d'Italia tra imprevisto e previsioni. Dal Risorgimento alla crisi europea (1815-2015), Milano, Mimesis, 2014. ISBN 978-88-575-2201-2.
- L'urna di Pandora delle riforme. Renzi, le riforme istituzionali e l'Italicum, con Felice C. Besostri e Daniele V. Comero, Milano, Biblion, 2014. ISBN 978-88-96177-98-3.
- Il golpe invisibile. Come la borghesia finanziario-speculativa e i ceti burocratico-parassitari hanno saccheggiato l'Italia repubblicana fino a vanificare lo stato di diritto, Milano, Kaos, 2015. ISBN 978-88-7953-272-3.
- con Luca Gallesi, L'anticapitalismo di destra, Sesto San Giovanni (MI), Oaks, 2019. ISBN 978-88-9480-760-8.

### Curatele
- Hitler e il nazismo. Album del Terzo Reich, Milano, Rizzoli, 1994, ISBN 88-17-84301-6.